# Geely FC
Geely FC — седан представницького класу «С hight», китайської компанії Geely Automobile.

## Перше покоління (2006-2011)

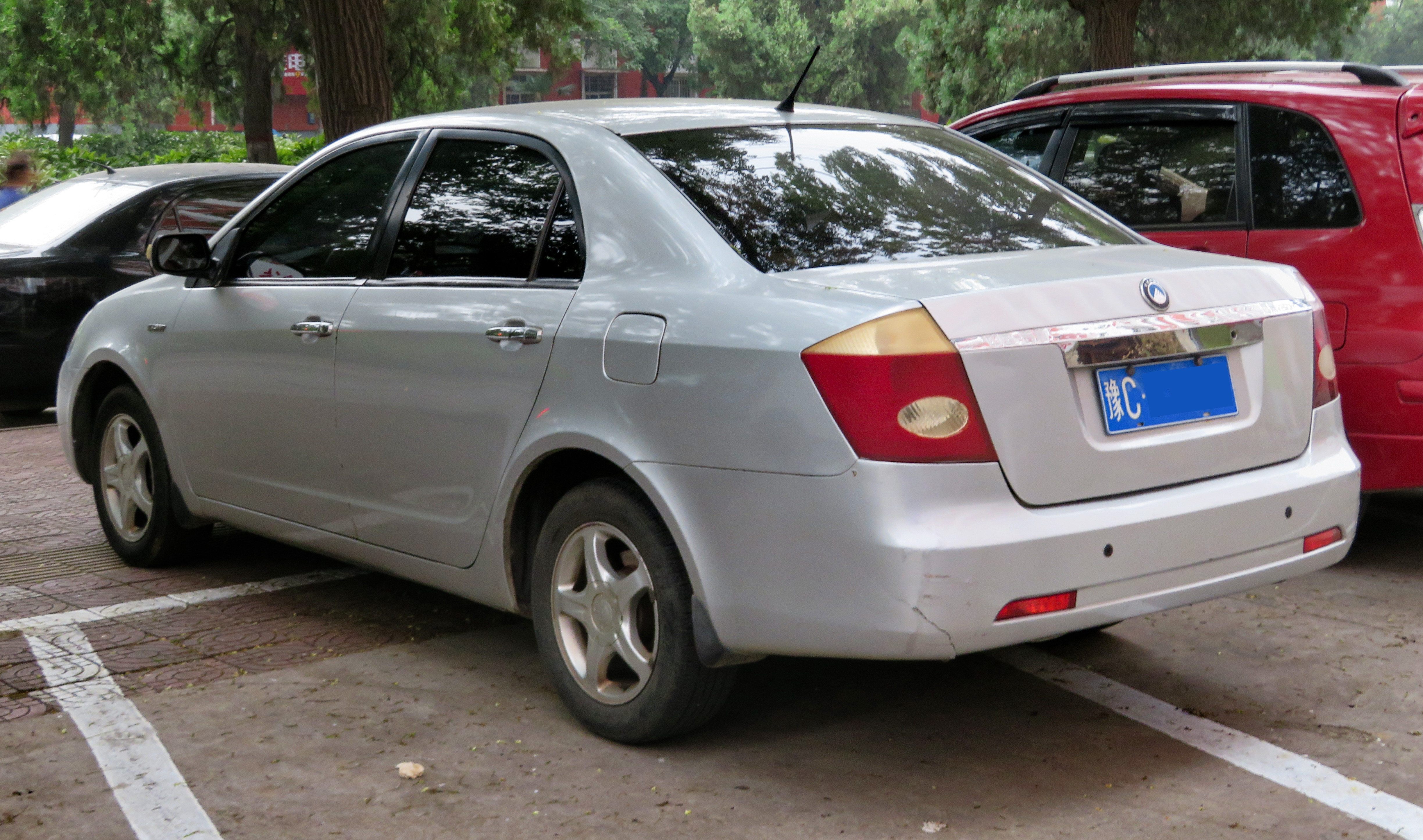

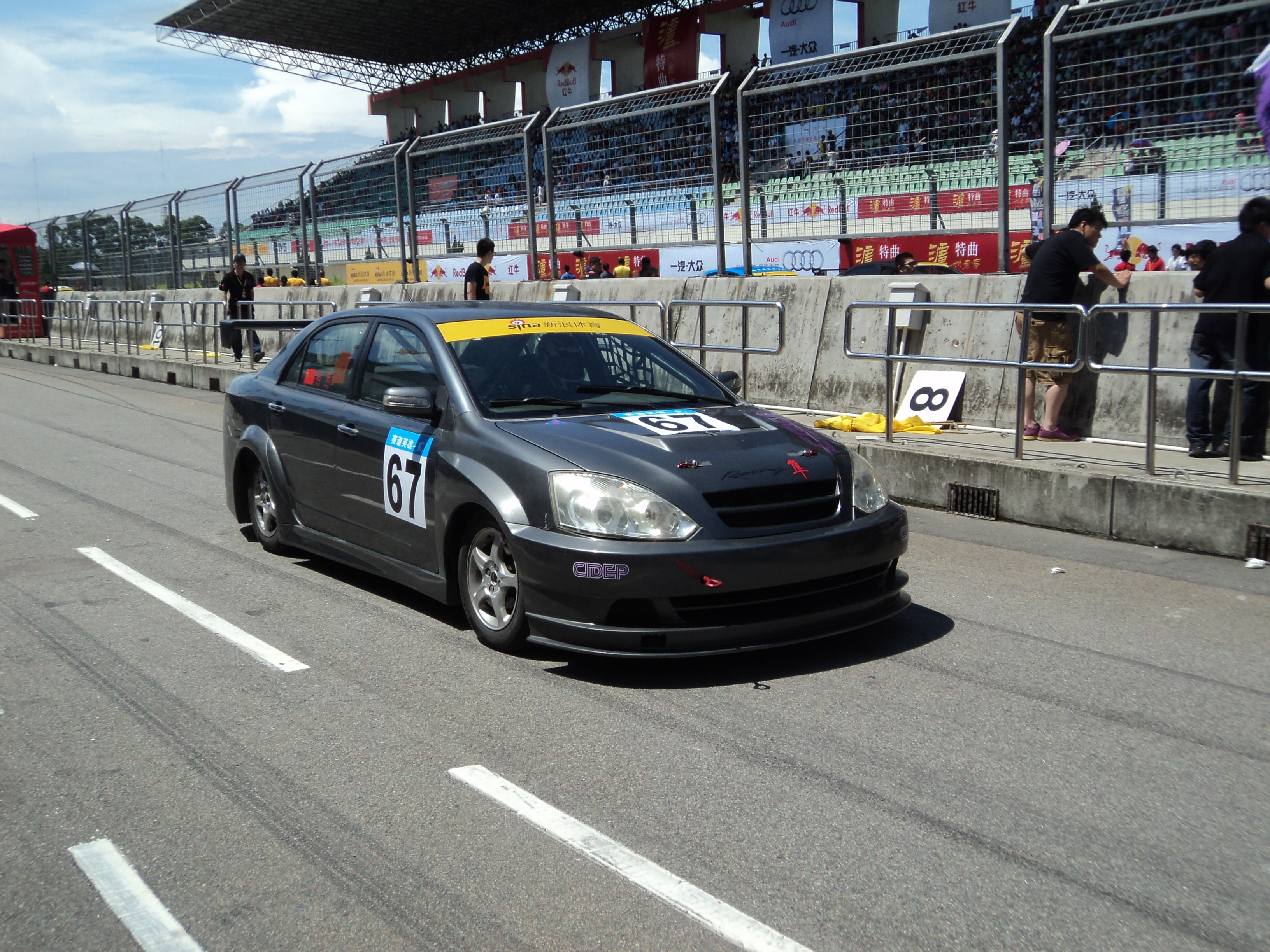
Geely FC в автоспорті

Цей автомобіль помітно більший за своїх попередників (Geely CK і Geely MK) за модельним рядом. У машині створено все для максимального комфорту водія та пасажира. Geely FC — окомплектований
4-циліндровим 16-клапанним двигуном об'ємом 1.8 л. потужністю 139 кінських сил, створеним за технологією Toyota.
В Україні авто випускалося на Кременчуцькому автоскладальному заводі (КрАСЗ)
У базову комплектацію входять: подушки безпеки водія та пасажира, ABS, EBD, електросклопіднімачами, електрорегулювання дзеркал, центральний замок з дистанційним управлінням, клімат-контролем, гідропідсилювачем керма, підігрівом заднього скла, протитуманними фарами, CD-програвачем, легкосплавкими дисками.

## Третє покоління (з 2018)

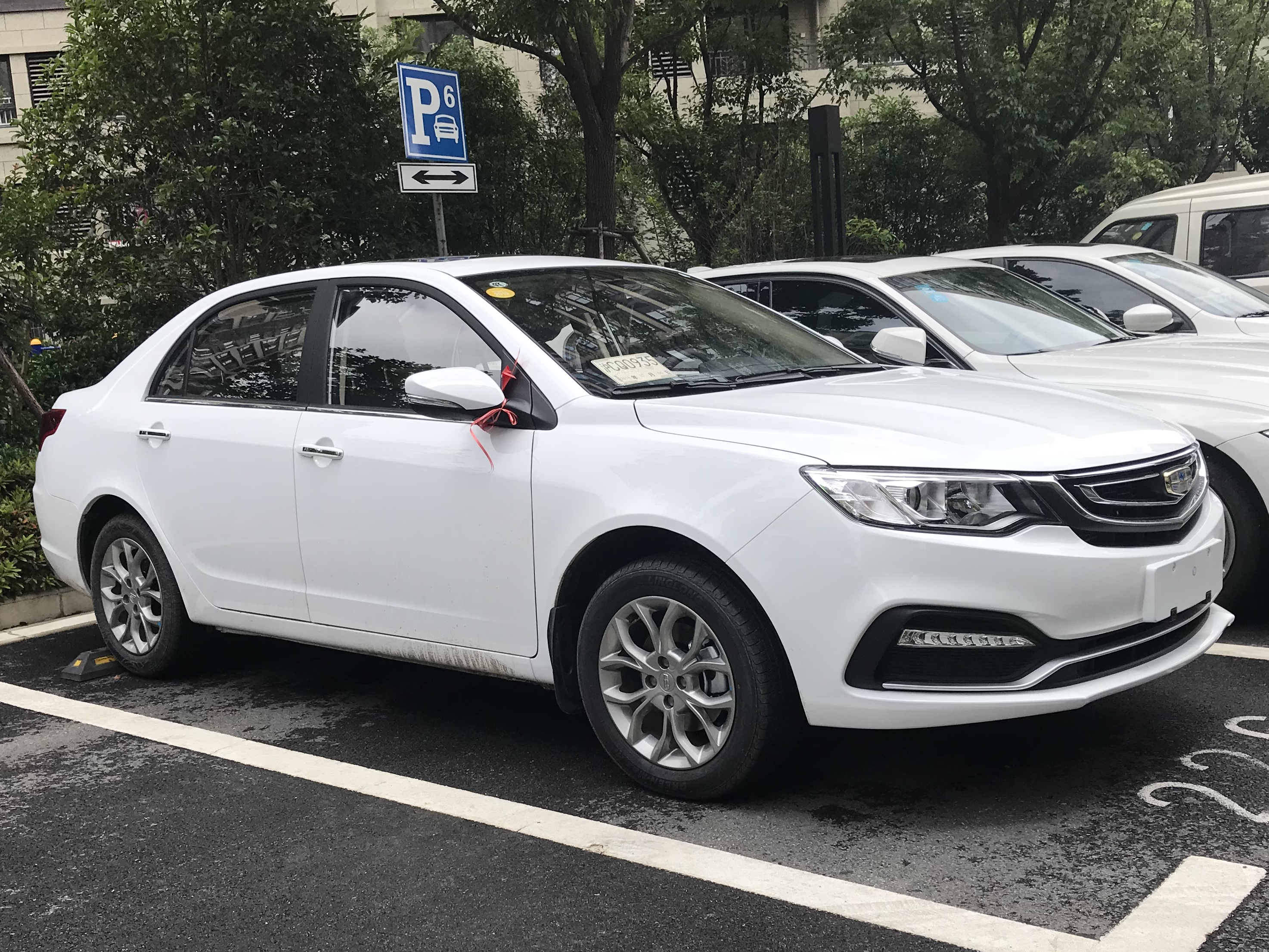
Geely FC 3

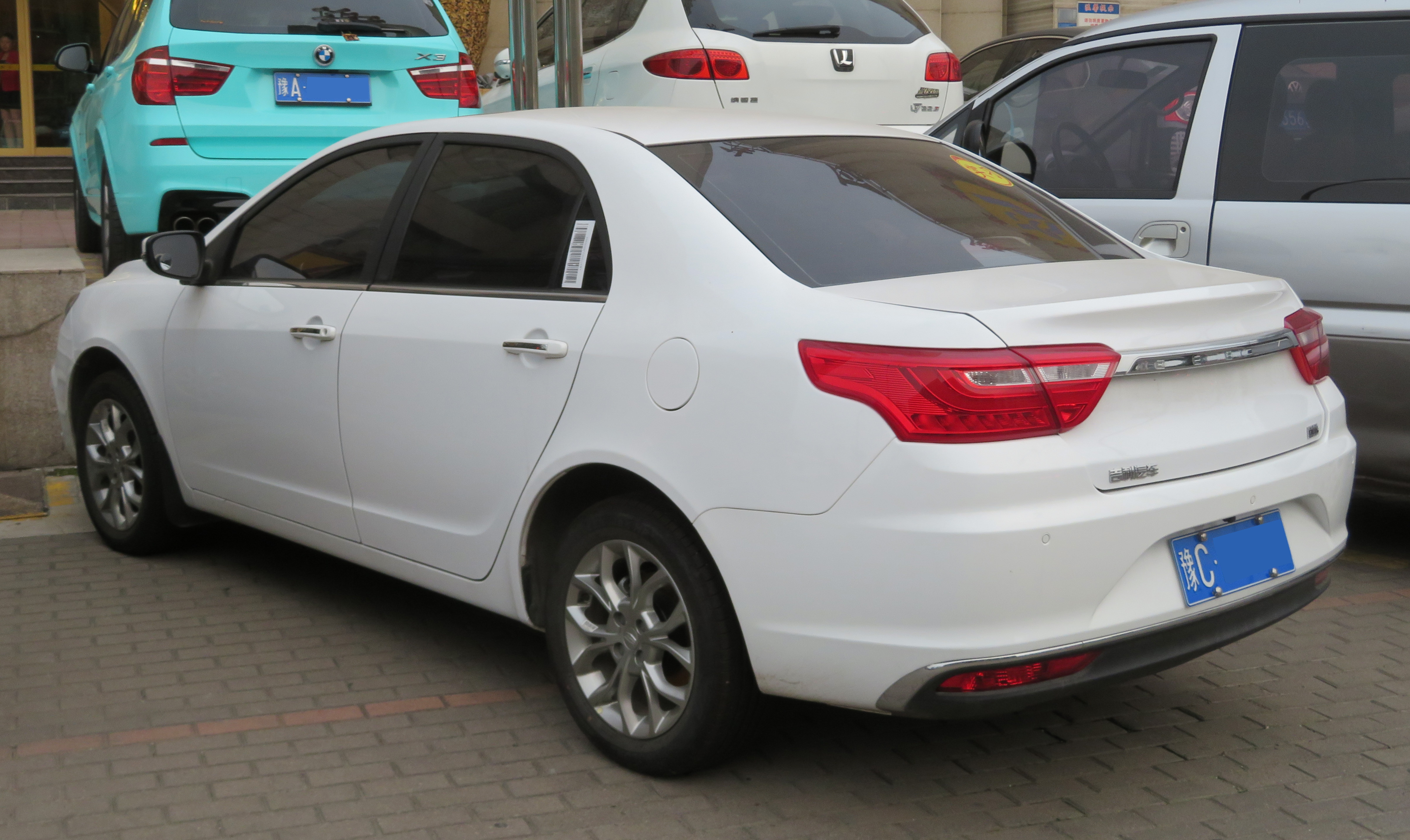

### Двигуни
| Модель     | Об'єм    | Потужність                        | Крутний момент        | Роки випуску |
| ---------- | -------- | --------------------------------- | --------------------- | ------------ |
| Бензиновий |          |                                   |                       |              |
| 1.8        | 1792 см³ | 102 кВт (139 к.с.) при 6200 об/хв | 172 Нм при 4200 об/хв | 2006-2011    |

## Друге покоління (2012-2017)

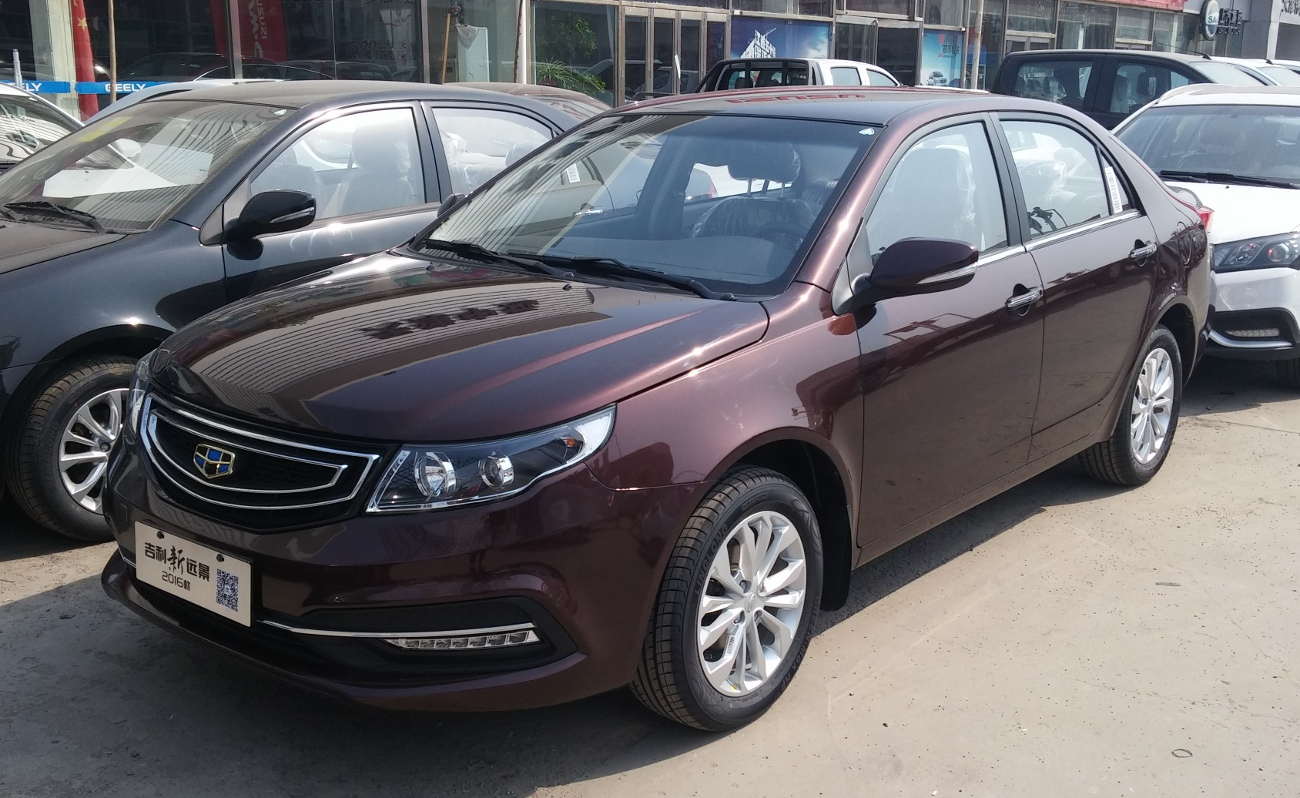
Geely FC 2

### Двигуни
| Модель      | Об'єм    | Потужність                             | Крутний момент             | Роки випуску |
| ----------- | -------- | -------------------------------------- | -------------------------- | ------------ |
| Бензинові   |          |                                        |                            |              |
| 1.8 MT CVVT | 1808 см³ | 102 кВт (139 к.с.) при 6000-6200 об/хв | 172 Нм при 4100-4300 об/хв | з 2012       |
| 1.8 AT DVVT | 1808 см³ | 102 кВт (139 к.с.) при 6000-6200 об/хв | 170 Нм при 3400-3600 об/хв | з 2012       |